# Imerovígli
Imerovígli är en ort i Grekland.   Den ligger i prefekturen Kykladerna och regionen Sydegeiska öarna, i den sydöstra delen av landet, 230 km sydost om huvudstaden Aten. Imerovígli ligger 317 meter över havet och antalet invånare är 470. Den ligger på ön Santorini.
Terrängen runt Imerovígli är kuperad västerut, men österut är den platt. Havet är nära Imerovígli åt nordväst.Runt Imerovígli är det ganska tätbefolkat, med 166 invånare per kvadratkilometer. Närmaste större samhälle är Firá, 1,7 km sydost om Imerovígli. 